# Hantu
Hantu o Isla del Fantasma (en inglés:Ghost Island; en chino: 韩都岛/鬼岛; en malayo: Pulau Hantu; en tamil: பேய் தீவு) es el nombre de una isla que está situada al sur de la isla principal de Singapur, fuera de los estrechos de Singapur. Pulau Hantu se compone realmente de dos islotes: Pulau Hantu Besar (Isla del Gran Fantasma) y Pulau Hantu Kechil (Isla del Pequeño Fantasma), con una superficie total de 12,6 hectáreas (0,12 km²). En la marea baja, es posible recorrer la laguna poco profunda entre las dos islas, pero no con la marea alta.

## Geografía
Pulau Hantu es el lugar predilecto para los aficionados a la pesca, el buceo y el snorkeling debido a sus playas protegidas, y lagunas que invitan a explorar sus aguas. Las islas también son populares entre los campistas y excursionistas que prefieren una experiencia al aire libre único.
Pulau Hantu posee arrecifes ricos a pesar de su proximidad a las refinerías de Pulau Bukom. Una gran variedad de corales se pueden encontrar en Pulau Hantu, hongos y corales son particularmente abundantes en las aguas que rodean las islas. Entre la vida marina más común que se pueden encontrar son los peces payaso, damiselas, lábridos y peces. La almeja gigante y el caballito de mar a veces se pueden ver. Hay una pequeña porción de manglares entre Pulau Hantu Kecil y Pulau Hantu Besar, donde las plantas nativas están a la orilla del mar de sus playas.

## La leyenda de Pulau Hantu
«Hantu» es la palabra malaya para referirse a un fantasma y «Pulau Hantu»  al bien merecido nombre de "isla de los fantasmas". Fue aquí que se cree que los antiguos guerreros malayos tuvieron un duelo a la muerte y según la leyenda sus fantasmas aún se pasean por la isla.
Había una vez dos grandes guerreros enzarzados en una feroz batalla en el mar. Muchas personas murieron y el mar azul se convirtió poco a poco en el color de la sangre humana, perturbando los genios o creaturas en el fondo del océano. En su ira, una poderosa criatura creó un remolino y absorbió a los dos guerreros en el mar profundo para ahogarlos. Sin detenerse, continuaron su batalla. De repente, los genios rociaron agua sobre uno de ellos. El otro guerrero, ya que su oponente estaba ciego, metió la espada en su abdomen. Al mismo tiempo, el guerrero herido hundió su espada en la de su rival. Ambos se desplomaron y murieron.
Los dioses se sentían mal porque los espíritus del mar interfirieron en los asuntos humanos. Por lo tanto, los genios transformaron a los dos guerreros en islotes para que sus espíritus pudieran seguir viviendo en ellos. Como uno de los guerreros era más pequeño que el otro, su islote era conocido como Pulau Hantu Kechil mientras que el más grande se llamaba Pulau Hantu Besar.